# Childebert III.
Childebert III. přezdívaný Spravedlivý (francouzsky Childebert le Juste) (678/679? – 23. dubna 711 Saint-Étienne) byl v letech 694–711 franský král z rodu Merovejců, syn Theudericha III. a Klotildy Dody.
O původu jeho přezdívky Spravedlivý, se nedochovaly žádné zdroje, s výjimkou případu, která jsou výsledkem jeho rozsudků. Kronika Liber Historiae Francorum ho nazývá „slavným mužem a „slavným pánem dobré paměti, Childebertem, spravedlivým králem“.

## Životopis
I když byl králem roi fainéant, pouhou loutkou ovládanou majordomem královského paláce Pipinem II. Prostředním přesto jeho veřejná soudní shromáždění ukazovala, že dělal rozhodnutí z vlastní vůle a to dokonce i proti klanu Arnulfingů. Jeho syn Dagobert III. ho následoval na královském trůnu. Je možné, i když málo pravděpodobné, že jeho synem byl i Chlothar IV. Téměř celý život strávil v královské vile patrně v Le Pecq v départmentu Oise. V roce 708, během jeho šestnáctileté vlády, biskup z Avranches svatý Aubert, založil klášter Mont-Saint-Michel (podle legendy na popud archanděla Michaela).
Zemřel v Saint-Étienne a stejně jako jeho bratr Chlodvík IV. byl pohřben v benediktinském klášteře v Choisy-au-Bac poblíž Compiègne. Jeho sarkofág byl pravděpodobně zničen Normany v letech 895 a 896. Během revolučního rabování kostela v roce 1793 byly i další královské hrobky poškozeny. Objevené ostatky byly uloženy na obecním hřbitově, bez možnosti průzkumu, zda se jednalo o ostatky krále Childeberta.
Po jeho smrti 23. dubna 711 se začala jižní Galie osamostatňovat. Burgundsko pod vedením biskupa Savarika z Auxerre, Akvitánie pod vedením vévody Odona Akvitánského a Provence pod vedením Antenora z Provence.